# Rodrigues-Sittich
Der Rodrigues-Sittich (Psittacula exsul) ist ein ausgestorbener kleiner Papagei aus der Gattung der Edelsittiche. Er war endemisch in den Wäldern der Maskarenen-Insel Rodrigues.
Er wurde erstmals von François Leguat erwähnt, der der Anführer von acht französischen Hugenotten war, die die Insel zwischen 1691 und 1693 kolonisierten. Er beschrieb den Vogel als häufig, gut essbar und in der Lage, Sprache zu imitieren. Ein gezähmter Vogel sprach französisch und flämisch, und die Hugenotten nahmen ihn mit, als sie schließlich die Insel in Richtung Mauritius verließen. Eine andere Beschreibung stammt aus dem Reisebericht Relation de l'Île Rodrigue von Julien Tafforet aus dem Jahre 1726. Die nächste Erwähnung stammt von dem Mathematiker Alexandre Guy Pingré, der 1761 nach Rodrigues reiste, um einen Venustransit zu beobachten. Er bemerkte, dass der Vogel bereits selten geworden sei. Ein Exemplar, das 1872 von Sir Edward Newton, einem Kolonialverwalter auf Mauritius, an seinen Bruder Alfred nach Cambridge gesandt wurde, diente als Grundlage für die wissenschaftliche Erstbeschreibung im Jahre 1872. 
Das artspezifische Epitheton "exsul = verbannt" bezieht sich auf den Flüchtling Leguat, der diesen Vogel entdeckt hat. Das letzte lebende Exemplar wurde 1875 gesehen. Zwei komplette Museumsexemplare existieren sowie verschiedene subfossile Knochen. Ein Exemplar ist ein Weibchen, das andere ist ein junges Männchen. Die Art unterscheidet sich von anderen Sittichen innerhalb der Gattung durch ein schieferblaues – nicht grünes – Gefieder. Jedoch wurden in frühen Berichten auch grüne Exemplare erwähnt. Ob zwei Farbmorphen existierten, die grüne Färbung von Jungvögeln stammt, oder ob es einmal eine kurzlebige Kolonie eines verwandten grünen Taxons gab, lässt sich nicht mehr feststellen. Der Rodrigues-Sittich erreichte eine Länge von 40 Zentimetern.
Das Aussterben dieser Art wurde vermutlich durch eine Kombination aus Lebensraumverlust und Bejagung als Getreideschädling und Nahrungsquelle verursacht.